# 北海港股份
北海港股份有限公司 （深交所：000582）是中国深圳证券交易所的一家上市公司，主营业务范围为交通运输辅助业。
2011年，该公司主营业务收入为1019471444.79元，公司净利润为39250559.73元，公司总资产为936009664.25元。